# Rhacodactylus
Rhacodactylus és un gènere de sauròpsids (rèptils) escatosos de la família dels diplodactílids que inclou a sis espècies de gecos arboris endèmics de Nova Caledònia. Són rèptils molt benvolguts pels afeccionats a la cria de llangardaixos exòtics en terraris de tot el món.

## Taxonomia
- Rhacodactylus auriculatus
- Rhacodactylus chahoua
- Rhacodactylus ciliatus
- Rhacodactylus leachianus
- Rhacodactylus sarasinorum
- Rhacodactylus trachyrhynchus